# Pseudophloeini
Tribu
Les Pseudophloeini sont une tribu d'insectes hémiptères du sous-ordre des hétéroptères (punaises), de la famille des Coreidae, et de la sous-famille des Pseudophloeinae.

## Systématique
- La tribu a été décrite par l'entomologiste suédois Carl Stål en 1868[1].

## Liste desgenres
- Anoplocerus Kiritshenko, 1926
- Arenocoris Hahn, 1834
- Bathysolen Fieber, 1860
- Bothrostethus Fieber, 1860
- Ceraleptus Costa, 1847
- Coriomeris Westwood, 1842
- Hoplolomia Stål, 1873
- Indolomia Dolling, 1986
- Loxocnemis Fieber, 1860
- Mevanidea Reuter, 1883
- Mevaniomorpha Reuter, 1883
- Microtelocerus Reuter, 1900
- Myla Stål, 1866
- Nemocoris Sahlberg, 1848
- Neomevaniomorpha Dolling, 1986
- Paramyla Linnavuori, 1971
- Pseudomyla Dolling, 1986
- Psilolomia Breddin, 1909
- Pungra Dolling, 1986
- Risbecocoris Izzard, 1949
- Strobilotoma Fieber, 1860
- Ulmicola Kirkaldy, 1909
- Urartucoris Putshkov, 1979
- Vilga Stål, 1860